# Бельмон-сюр-Лозанна
Бельмон-сюр-Лозанна (фр. Belmont-sur-Lausanne) — громада  в Швейцарії в кантоні Во, округ Лаво-Орон.

## Географія
Громада розташована на відстані близько 80 км на південний захід від Берна, 4 км на схід від Лозанни.
Бельмон-сюр-Лозанна має площу 2,7 км², з яких на 33,7% дозволяється будівництво (житлове та будівництво доріг), 35,6% використовуються в сільськогосподарських цілях, 30,7% зайнято лісами, 0% не є продуктивними (річки, льодовики або гори).

## Демографія
2019 року в громаді мешкало 3774 особи (+12,1% порівняно з 2010 роком), іноземців було 25,2%. Густота населення становила 1424 осіб/км².
За віковим діапазоном населення розподілялося таким чином: 23,8% — особи молодші 20 років, 62,2% — особи у віці 20—64 років, 14% — особи у віці 65 років та старші. Було 1530 помешкань (у середньому 2,5 особи в помешканні).
Із загальної кількості 481 працюючого 6 було зайнятих в первинному секторі, 43 — в обробній промисловості, 432 — в галузі послуг.